# تيدران (نرغسان)
تیدران (بالفارسية: تیدران) هي منطقة سكنية تقع في إيران في قسم نرغسان الریفي. يقدر عدد سكانها بـ 299 نسمة بحسب إحصاء 2016.